# Station Maashees-Smakt
Maashees-Smakt (Mhs) is een voormalige stopplaats aan de Maaslijn tussen Nijmegen en Venlo. De stopplaats werd geopend in 1885 onder de naam: Smakt-Holthees. In 1891 werd het gesloten. De stopplaats werd hereopend in 1920 onder de naam Maashees-Smakt. De definitieve sluiting vond plaats op 15 mei 1931.